# Giovanni Lavaggi
Giovanni Lavaggi (ur. 18 lutego 1958 w Auguście) – włoski kierowca wyścigowy.
Z pochodzenia szlachcic, w 1991 roku startował w Formule 3000, w 1993 wygrał mistrzostwa z cyklu Interseria, a w 1995 roku wraz z Jürgenem Lässigem, Christophe'em Bouchutem i Markiem Wernerem samochodem Kremer K8-Porsche wygrał wyścig 24h Daytona. W tym samym roku Lavaggi zapłacił za możliwość startów z zespole Formuły 1, Pacific, debiutując w Grand Prix Niemiec. Lavaggi był jedynym kierowcą tamtego sezonu, który nie ukończył ani jednego wyścigu, i został przez Jonathana Palmera określony jako "rozpaczliwie wolny". W Formule 1 jeździł również w 6 wyścigach sezonu 1996 w Minardi, również bez jakichkolwiek sukcesów. Po wycofaniu się z Formuły 1 Lavaggi został zgłoszony do 4 wyścigów w serii CART (wystartował w dwóch) w zespołach Euromotorsport i Leader Cards Racing.
Jest właścicielem zespołu wyścigowego GLV Brums.

## Starty w Formule 1

### Statystyki
| Legenda oznaczeń w tabelach wyników Wyświetl szablon na nowej stronie | Legenda oznaczeń w tabelach wyników Wyświetl szablon na nowej stronie                                                                     |
| Oznaczenie                                                            | Wyjaśnienie |
| --------------------------------------------------------------------- | --- |
| Złoty                                                                 | Zwycięzca lub mistrzostwo |
| Srebrny                                                               | 2. miejsce lub wicemistrzostwo |
| Brązowy                                                               | 3. miejsce lub II wicemistrzostwo |
| Zielony                                                               | Ukończył, punktował (w klasyfikacji generalnej, gdy zdobył co najmniej jeden punkt na przestrzeni sezonu, poza trzema powyższymi opcjami) |
| Niebieski                                                             | Ukończył, nie punktował (w klasyfikacji generalnej, gdy nie zdobył co najmniej jednego punktu na przestrzeni sezonu)                      |
| Czerwony                                                              | Nie zakwalifikował się (NZ) |
| Czerwony                                                              | Nie prekwalifikował się (NPK) |
| Różowy                                                                | Nie ukończył (NU) |
| Różowy                                                                | Niesklasyfikowany (NS) (w klasyfikacji generalnej, gdy nie został sklasyfikowany w żadnym wyścigu sezonu)                                 |
| Czarny                                                                | Zdyskwalifikowany (DK) |
| Czarny                                                                | Wykluczony (WYK/EX) |
| Biały                                                                 | Nie wystartował (NW) |
| Biały                                                                 | Kontuzjowany (K/INJ) |
| Biały                                                                 | Wyścig odwołany (OD/C) |
| Bez koloru                                                            | Został wycofany (WYC/WD) |
| Bez koloru                                                            | Nie przybył (NP/DNA) |
| Bez koloru                                                            | Nie brał udziału w treningach (NT/DNP) |
| Bez koloru                                                            | Nie został zgłoszony (–) |
| Pogrubienie                                                           | Start z pole position |
| Kursywa                                                               | Najszybsze okrążenie wyścigu |
| †                                                                     | Nie ukończył, ale jego rezultat został zaliczony ze względu na przejechanie więcej niż 90% dystansu wyścigu.                              |
| *                                                                     | Sezon w trakcie |
| 1/2/3                                                                 | Punktowana pozycja w sprincie kwalifikacyjnym                                                                                             |
| Lista systemów punktacji Formuły 1                                    | |

| Sezon | Zgł. | Starty | PKT | P. | P1 | P2 | P3 | Punkt. | PP | NO | NS | DK | Zespoły |
| ----- | ---- | ------ | --- | -- | -- | -- | -- | ------ | -- | -- | -- | -- | ------- |
| 1995  | 4    | 4      | 0   | -  | -  | -  | -  | -      | -  | -  | 4  | -  | Pacific |
| 1996  | 6    | 3      | 0   | -  | -  | -  | -  | -      | -  | -  | 1  | -  | Minardi |

| Sezony | Zgł. | Starty | PKT | Najwyższa pozycja (mistrzostwa) | P1 | P2 | P3 | Punkt. | PP | NO | NS | DK | Zespoły |
| ------ | ---- | ------ | --- | ------------------------------- | -- | -- | -- | ------ | -- | -- | -- | -- | ------- |
| 2      | 10   | 7      | 0   | -                               | -  | -  | -  | -      | -  | -  | 5  | -  | 2       |

### Tablica wyników
| Legenda oznaczeń w tabelach wyników Wyświetl szablon na nowej stronie | Legenda oznaczeń w tabelach wyników Wyświetl szablon na nowej stronie                                                                     |
| Oznaczenie                                                            | Wyjaśnienie |
| --------------------------------------------------------------------- | --- |
| Złoty                                                                 | Zwycięzca lub mistrzostwo |
| Srebrny                                                               | 2. miejsce lub wicemistrzostwo |
| Brązowy                                                               | 3. miejsce lub II wicemistrzostwo |
| Zielony                                                               | Ukończył, punktował (w klasyfikacji generalnej, gdy zdobył co najmniej jeden punkt na przestrzeni sezonu, poza trzema powyższymi opcjami) |
| Niebieski                                                             | Ukończył, nie punktował (w klasyfikacji generalnej, gdy nie zdobył co najmniej jednego punktu na przestrzeni sezonu)                      |
| Czerwony                                                              | Nie zakwalifikował się (NZ) |
| Czerwony                                                              | Nie prekwalifikował się (NPK) |
| Różowy                                                                | Nie ukończył (NU) |
| Różowy                                                                | Niesklasyfikowany (NS) (w klasyfikacji generalnej, gdy nie został sklasyfikowany w żadnym wyścigu sezonu)                                 |
| Czarny                                                                | Zdyskwalifikowany (DK) |
| Czarny                                                                | Wykluczony (WYK/EX) |
| Biały                                                                 | Nie wystartował (NW) |
| Biały                                                                 | Kontuzjowany (K/INJ) |
| Biały                                                                 | Wyścig odwołany (OD/C) |
| Bez koloru                                                            | Został wycofany (WYC/WD) |
| Bez koloru                                                            | Nie przybył (NP/DNA) |
| Bez koloru                                                            | Nie brał udziału w treningach (NT/DNP) |
| Bez koloru                                                            | Nie został zgłoszony (–) |
| Pogrubienie                                                           | Start z pole position |
| Kursywa                                                               | Najszybsze okrążenie wyścigu |
| †                                                                     | Nie ukończył, ale jego rezultat został zaliczony ze względu na przejechanie więcej niż 90% dystansu wyścigu.                              |
| *                                                                     | Sezon w trakcie |
| 1/2/3                                                                 | Punktowana pozycja w sprincie kwalifikacyjnym                                                                                             |
| Lista systemów punktacji Formuły 1                                    | |

| Sezon | Zespół                 | Samochód          | Pozycje startowe / w wyścigach | Pozycje startowe / w wyścigach | Pozycje startowe / w wyścigach | Pozycje startowe / w wyścigach | Pozycje startowe / w wyścigach | Pozycje startowe / w wyścigach | Pozycje startowe / w wyścigach | Pozycje startowe / w wyścigach | Pozycje startowe / w wyścigach | Pozycje startowe / w wyścigach | Pozycje startowe / w wyścigach | Pozycje startowe / w wyścigach | Pozycje startowe / w wyścigach | Pozycje startowe / w wyścigach | Pozycje startowe / w wyścigach | Pozycje startowe / w wyścigach | Pozycje startowe / w wyścigach | Pozycje startowe / w wyścigach | Pozycje startowe / w wyścigach | Pozycje startowe / w wyścigach | Pozycje startowe / w wyścigach |
| Sezon | Zespół                 | Silnik            | 1                              | 2                              | 3                              | 4                              | 5                              | 6                              | 7                              | 8                              | 9                              | 10                             | 11                             | 12                             | 13                             | 14                             | 15                             | 16                             | 17                             | 18                             | 19                             | 20                             | 21                             |
| 1995  |                        |                   | Brazylia                       | Argentyna                      | San Marino                     | Hiszpania                      | Monako                         | Kanada                         | Francja                        | Wielka Brytania                | Niemcy                         | Węgry                          | Włochy                         | Portugalia                     | Unia Europejska                |                                | Japonia                        | Australia                      |                                |                                |                                |                                |                                |
| ----- | ---------------------- | ----------------- | ------------------------------ | ------------------------------ | ------------------------------ | ------------------------------ | ------------------------------ | ------------------------------ | ------------------------------ | ------------------------------ | ------------------------------ | ------------------------------ | ------------------------------ | ------------------------------ | ------------------------------ | ------------------------------ | ------------------------------ | ------------------------------ | ------------------------------ | ------------------------------ | ------------------------------ | ------------------------------ | ------------------------------ |
| 1995  | Pacific Grand Prix Ltd | Pacific PR02      |                                |                                |                                |                                |                                |                                |                                |                                | 24                             | 24                             | 23                             | 24                             |                                |                                |                                |                                |                                |                                |                                |                                |                                |
| 1995  | Pacific Grand Prix Ltd | Ford EDC 3,0l V8  |                                |                                |                                |                                |                                |                                |                                |                                | NU                             | NU                             | NU                             | NU                             |                                |                                |                                |                                |                                |                                |                                |                                |                                |
| 1996  |                        |                   | Australia                      | Brazylia                       | Argentyna                      | Unia Europejska                | San Marino                     | Monako                         | Hiszpania                      | Kanada                         | Francja                        | Wielka Brytania                | Niemcy                         | Węgry                          | Belgia                         | Włochy                         | Portugalia                     | Japonia                        |                                |                                |                                |                                |                                |
| 1996  | Minardi Team SpA       | Minardi M195B     |                                |                                |                                |                                |                                |                                |                                |                                |                                |                                | 20                             | 20                             | 20                             | 20                             | 20                             | 20                             |                                |                                |                                |                                |                                |
| 1996  | Minardi Team SpA       | Ford EDM3 3,0l V8 |                                |                                |                                |                                |                                |                                |                                |                                |                                |                                | NZ                             | 10                             | NZ                             | NU                             | 15                             | NZ                             |                                |                                |                                |                                |                                |